# Разтвор на Рингер
Разтворът на Рингер е многокомпонентен физиологичен разтвор. Представлява разтвор в дестилирана вода на няколко неорганични соли в прецизно контролирани концентрации, като натриев хлорид, калиев хлорид, калциев хлорид и натриев бикарбонат за стабилизиране на киселинност на разтвора pH като буферен компонент.
Използва се в медицината, във физиологията за изследване на дейността на тъкани извън органите, за оросяване (перфузия) на изолирани органи.
Понякога разтворите на Рингер, използвани във физиологията, могат да бъдат обогатени с хранителни вещества за живи тъкани, като АТФ, гликоза, както и с антибиотици и противогъбични средства за потискане на развитието на вредна микрофлора.
Стандартният разтвор на Рингер се състои от 6,5 g NaCl, 0,42 g KCl и 0,25 g CaCl2, разтворени в 1 литър бидестилирана (двойно дестилирана) вода (в стъклен дестилационен апарат).
Разтворът е кръстен на Сидни Рингер, който през периода 1882 – 1885 г. установява, че разтворът за перфузия на жабешко сърце трябва да съдържа натриеви, калиеви и калциеви соли в установеното от него съотношение, за да може изолираното жабешко сърце да продължи да бие дълго време.

## Разтворът на Рингер в медицината
Съставът на медицинския разтвор на Рингер съдържа 8,60 g NaCl, 0,30 g KCl и 0,33 g CaCl2 на литър и помощни вещества – натриев хидроксид, солна киселина. Разтворът съдържа: натрий (Na+) 147,00 mmol, калий (K+) 4,00 mmol, калций (Ca2+) 2,25 mmol, хлорид (Cl-) 155,60 mmol. Теоретична осмоларност (осмотична концентрация): 309 osmol.
Разтворът на Рингер компенсира загубата на извънклетъчна течност и основни електролити (натрий, калий, калций) и хлориди.
Прилага се интравенозно в доза от 500 до 1000 ml/ден, средната скорост на приложение е 3,0 ml/kg телесно тегло на час или 70 капки/min, или 250 ml/час. Общата дневна доза е до 2 – 6% от телесното тегло.

### Показания за употреба
Като плазмен заместител, когато не е необходимо да се заместват еритроцити, включително при шок, колапс, изгаряне, измръзване, продължително повръщане, диария. Лекарството се използва при дехидратация от различен произход, хипонатриемия, хиповолемичен шок (като спомагателна терапия), при метаболитна ацидоза със загуба на течности.

### Противопоказания
Свръхчувствителност към компонентите на лекарството, декомпенсирана сърдечна недостатъчност, белодробен оток, церебрален оток, олигурия, анурия, ацидоза, хиперволемия, хиперхлоремия, хиперкалцемия, хипернатриемия, съпътстваща терапия с кортикостероиди.
С повишено внимание – при сърдечна недостатъчност, артериална хипертония, нарушена чернодробна или бъбречна функция.

### Странични ефекти
При въвеждане на голям обем разтвор е възможно развитието на ацидоза.
При неадекватно висока доза е възможно нарушение на водно-електролитния баланс, включително хиперволемия, хипернатриемия, хиперкалиемия, хиперкалцемия, хиперхлоремия.